# Три народных требования
Три народных требования (индон. Tri Tuntutan Rakyat, TRITURA) — программные установки индонезийских антикоммунистических организаций 1966 года. Включали запрет коммунистической партии и идеологии, чистку правительства и госаппарата от сторонников коммунизма, снижение потребительских цен. Выдвигались по инициативе молодёжных союзов КАМИ и КАППИ. Были реализованы в ходе разгрома КПИ и свержения Сукарно. Иногда термин обозначает также совокупность антикоммунистических движений Индонезии 1960-х годов.

## Антикоммунистическое молодёжное движение
К середине 1960-х в Индонезии широко распространились антикоммунистические настроения. Практически нескрываемые планы КПИ монополизировать власть, привилегированное положение компартии в политическом аппарате «направляемой демократии» Сукарно, административный произвол коммунистических функционеров, направление политкомиссаров в армейские части, внешнеполитический курс министра иностранных дел Субандрио на сближение с маоистской КНР, установление партийного контроля над рядом экономических активов (в частности, государственной нефтяной компанией) вызывали массовое недовольство и протесты. Особенно яростный антикоммунизм характеризовал студенческую и учащуюся молодёжь, организованную в католические союзы PMKRI (легальный) и KASBUL (подпольный), мусульманские ассоциации HMI и PII.
30 сентября 1965 года прокоммунистическая группа Унтунга совершила попытку государственного переворота. Путч был подавлен войсками под командованием генерала Сухарто и полковника Сарво Эдди. Началась мощная антикоммунистическая кампания, сопровождавшаяся массовыми убийствами членов и сторонников КПИ.
Антикоммунистические активисты при поддержке индонезийской армии создали ряд организаций. Мусульманские активисты во главе с Субханом ЗЭ сформировали 4 октября координационный комитет KAP Gestapu. Студенческая молодёжь объединилась в Союз действия студентов Индонезии (КАМИ, создан 25 октября 1965) во главе с католиком Космасом Батубарой. Учащиеся младшего возраста консолидировались в Союз действия учащейся молодёжи Индонезии (КАППИ, официально учреждён 11 февраля 1966, но фактически возник одновременно с КАМИ) во главе с мусульманами Хюсни Тамрином и Джулиусом Усманом. Вокруг КАМИ—КАППИ сгруппировались несколько антикоммунистических организаций: KAWI (женщины и девушки), KABI (рабочие), KATI (крестьяне), KAPNI (предприниматели), KAGI (учителя), KASI (бакалавры). Члены этих союзов активно участвовали в уличных акциях прямого действия, в ряде случаев в боестолкновениях и убийствах.

## Требования и действия
К началу 1966 года КПИ была в целом разгромлена. Однако политическая обстановка оставалась крайне напряжённой. У власти ещё находилось правительство Сукарно, многие члены которого, прежде всего Субандрио, симпатизировали коммунизму и были тесно связаны с компартией. Левые и прокоммунистические активисты создавали «Фронт мархаэнов» и «Фронт Сукарно». Продолжались уличные столкновения. Политическая нестабильность усугубила экономические кризис, результатом чего стал резкий рост цен, прежде всего на топливо, продовольствие и одежду.
10 января 1966 КАМИ сформулировал краткую программу из трёх пунктов. 12 января 1966 программа была представлена на митинге у здания Совета народных представителей:
- немедленный роспуск КПИ, всех связанных с ней организаций, запрет коммунистической партии и идеологии марксизма-ленинизма
- реорганизация правительства, изгнание из кабинета министров и государственного аппарата всех чиновников, связанных с КПИ или симпатизирующих идеологии коммунизма
- снижение цен на товары народного потребления

Программа получила название Три народных требования — Tri Tuntutan Rakyat; сокращённо: TRITURA.

Идея первого требования — распустить КПИ — означала чистое и последовательное осуществление принципов Панча Сила и Конституции 1945 года. Требование снизить цены отражало наше желание сделать основные товары доступными, улучшить жизнь людей. И третье требование — реорганизовать кабинет 100 министров — было направлено на то, чтобы правительственный механизм наконец-то заработал эффективно.

Акбар Танджунг

Первые два пункта были общими позициями всех антикоммунистических сил, прежде всего КАМИ и KAP Gestapu. Третий пункт отражал не только потребности масс, но и коррелировался с идеологией социального католицизма, характерной для большинства руководителей КАМИ, прошедших в KASBUL школу Патера Бека.
TRITURA стали объединяющей идеей массовых акций в первые два месяца 1966 года. Сукарно и его министры отказывались от выполнения этих требований, ссылаясь на принципы Насаком. Это привело к демонстрациям КАМИ и КАППИ под лозунгом «Сукарно-1945 — да, Сукарно-1966 — нет!». 24 февраля 1966 молодёжная антикоммунистическая демонстрация привела к столкновению с полком президентской охраны. Погибли несколько человек, в том числе активист КАМИ Ариф Рахман Хаким. Кровопролитие вызвало взрыв возмущение и усиление антипрезидентских демонстраций. На сторону TRITURA открыто встало армейское командование.
11 марта 1966 Сукарно подписал декрет, согласно которому президентом Индонезии фактически становился генерал Сухарто. Формальное отстранение Сукарно от власти состоялось год спустя. На следующий день был официально запрещена КПИ, переформировано правительство и арестован Субандрио. Таким образом, два из трёх требований TRITURA оказались выполнены. Сухарто анонсировал также экономические реформы, призванные укрепить национальное хозяйство и повысить народное благосостояние.

## Оценки и продолжение
Дискуссии о TRITURA продолжаются в Индонезии даже полвека спустя. Связанные даты 10 и 12 января, 21 и 24 февраля, 11 и 12 марта отмечаются как исторически значимые. 10 января рассматривается как «день рождения Поколения-1966» — особой общественно-политической генерации, создавшей современную Индонезию. В Джакарте установлен монумент Tugu 66 — на обелиске высечены три требования и установлены цифры 66. TRITURA позитивно оценивается как обоснованные требования и движение патриотической молодёжи. Констатируется победа движения в 1966 году.
В то же время зачастую говорится, будто Три народных требования не выполнены до сих пор. Отмечается, что уничтожение КПИ не привело к демократическим преобразованиям, за которые выступали студенты — диктаторские методы стали практиковать «те, кто называет себя антикоммунистами». Социально-экономическая политика по-прежнему проводилась в интересах олигархии, хотя и других её групп.
Но при этом делается вывод не о несостоятельности требований, а наоборот — о жизненности, актуальности и необходимости полностью реализовать TRITURA. Особенно культивируют память и идеи TRITURA организации антикоммунистических ветеранов 1966 года, коалиция Антикоммунистический альянс, группировка Антикоммунистический фронт.
В марте 2012 года оппозиционный мусульманский активист Ахмад Эффенди Чойри возглавил движение против президента Юдойоно. Движение получило название Пять народных требований — Panca Tuntutan Rakyat (PANTURA): национализация нефтегазовых компаний, отказ от либерализации импорта, расследование властной коррупции, снижение цен, соблюдение прав человека. Название PANTURA сознательно и целенаправленно вызывало ассоциации с TRITURA.